# Muránska Zdychava
Muránska Zdychava je obec na Slovensku v okrese Revúca v Banskobystrickém kraji. Žije zde 228 obyvatel. Rozloha katastrálního území činí 28,6 km².
Lokalita představuje výjimečně zachovaný a hodnotný soubor převážně roubené lidové architektury, jeden z nejvýznamnějších v rámci regionu středního Slovenska, a to jak v jádru vsi, tak v okolních roztroušených osadách (lazech). V obci je moderní římskokatolický kostel Povýšení svatého Kříže.